# Gustave Lemieux
Gustave Lemieux, (19 décembre 1864 dans la paroisse Notre-Dame de Montréal, Canada - 19 juillet 1956 à Montréal, Canada), est un médecin et un homme politique québécois.
Il a été député de la circonscription de Gaspé pour le Parti libéral de 1912 à 1931. Il a Orateur suppléant de l'Assemblée législative du 12 janvier 1922 au 21 décembre 1923. Il ensuite été nommé au Conseil législatif pour la division de Montarville le 2 décembre 1932.
Il est le frère de Louis-Joseph Lemieux, député de Gaspé de 1904 à 1910 et du sénateur Rodolphe Lemieux.